# Мешковице (гмина)
Мешковице (пол. Mieszkowice) — гмина (волость) в Польше, входит как административная единица в Грыфинский повет, Западно-Поморское воеводство. Население — 7624 человека (на 2005 год).